# Политковский, Николай Романович (писатель)
Никола́й Рома́нович Политко́вский (1777 — 17 [29] июня 1831, Санкт-Петербург) — русский писатель, переводчик; чиновник министерства финансов, действительный статский советник.

## Биография
Сын священника Черниговской епархии села Боровичи, родился в 1777 году.
В 1795 году начал службу в Коллегии иностранных дел переводчиком; 16 ноября 1797 года был назначен в Канцелярию государственного казначея графа А. И. Васильева; с 1806 года — столоначальник. С 1 апреля 1808 года в чине коллежского советника занимал должность младшего советника в Экспедиции о государственных доходах; 8 августа 1817 года был произведён в чин статского советника. С 20 апреля 1821 года был назначен начальником V отделения по распорядительной части в Департаменте государственного казначейства министерства финансов, в 1825 году — начальником IV Отделения по контрольной части, а в 1827 году — вице-директором департамента; со 2 апреля 1828 года — действительный статский советник. В 1829—1831 годах был исполняющим обязанности директора Государственного казначейства. В 1816 году состоял членом-попечителем Императорского человеколюбивого общества. 
Ещё в 1795 году пытался издать проповеди своего отца, но Синод нашёл в них «многие мнения, несогласные со Священным Писанием, и выражения неприятные» и не только не разрешил издание, но и запретил его отцу впредь произносить проповеди без предварительной цензуры. В 1796—1797 годах печатался в журнале «Приятное и полезное». Все его произведения с идейной и художественной точки зрения типичны для сентиментализма: стихотворение «Хижина» (Ч. 9), перевод с нем. идиллии С. Геснера «Дафнис» (Ч. 11) и с англ. басни Дж. Гея «Пастух и философ» (Ч. 11), в которой отражены идеи Руссо о вреде просвещения, рассуждение «Совесть» (Ч. 13), небольшая «Эпитафия» (Ч. 13).
По приказу министра финансов Д. А. Гурьева он перевёл с английского части 1—4 книги классика экономической теории Адама Смита «Исследование о природе и причинах богатства народов» (в версии Политковского — «Исследование свойств и причин богатств народов». — СПб., 1802—1806). В 1816 году в Петербурге вышел перевод с французского языка книги Ж. Б. Сея «Сокращенное учение о государственном хозяйстве, или Дружеские разговоры, в которых объясняется, каким образом богатство производится, делится и потребляется в обществе». В посвящении Д. А. Гурьеву Политковский указал, что он обратился к переводу этой книги, поскольку она, благодаря учебному характеру, краткости, ясности и простоте изложения, может служить руководством к чтению трудной для восприятия книги А. Смита.
Также им была написана «Биография графа Алексея Ивановича Васильева», в канцелярии которого он начинал свою служебную карьеру (опубликована анонимно: Сын Отечества. — 1827. — № 18; отд. изд.).
Состоял членом-сотрудником Беседы любителей русского слова.
М. В. Милонов, с которым Политковского связывали дружеские отношения, посвятил ему несколько стихотворений. Они вошли в рукописную «Зеленую книгу», в которой среди шутливо-сатирических стихов, эпиграмм друзей-поэтов, далеких от признанной литературы, есть и произведения Политковского.
Умер 17 (29) июня 1831 года в Санкт-Петербурге, где и погребён на Смоленском православном кладбище. По словам близко знавшего его В. И. Сафоновича, Политковский «был человек необыкновенно мягкого характера, ласковый и снисходительный. Он никогда не любил заниматься службой, лениво вникал в дела, неутомимо писал письма к родным и знакомым, в чем обыкновенно проходило у него все время в присутствии, каждый вечер любил поиграть в бостон или вист». 
С 19 февраля 1815 года был женат на Екатерине Александровне Яхонтовой (1788—23.11.1862) — фрейлина двора, похоронена рядом с мужем на Смоленском кладбище.